# Neodeltocephalus asper
Neodeltocephalus asper är en insektsart som beskrevs av Rauno E. Linnavuori 1959. Neodeltocephalus asper ingår i släktet Neodeltocephalus och familjen dvärgstritar. Inga underarter finns listade i Catalogue of Life.